# Месія
Месі́я (від івр. מָשִׁיחַ, Маши́ах; дав.-гр. Χριστός, Хрісто́с) — букв. «помазанник». Помазання-єлеопомазання особливою олією (єлеєм) було частиною церемонії, що проводилася при возведенні самодержців на престол і посвяті священників у сан.
В юдаїзмі «месія» означає «помазаник». Це слово застосовують до самодержця, оскільки царів з Давидової династії вважали Божими помазанцями (Давида було буквально помазано олією на символ його призначення царем — 1 Сам. 16:1–13). Юдеї досі чекають на Месію, вірячи, що ідеальний цар, нащадок царя Давида, буде посланий Богом, щоб врятувати (духовно й/або фізично) народ Ізраїлю і людство.

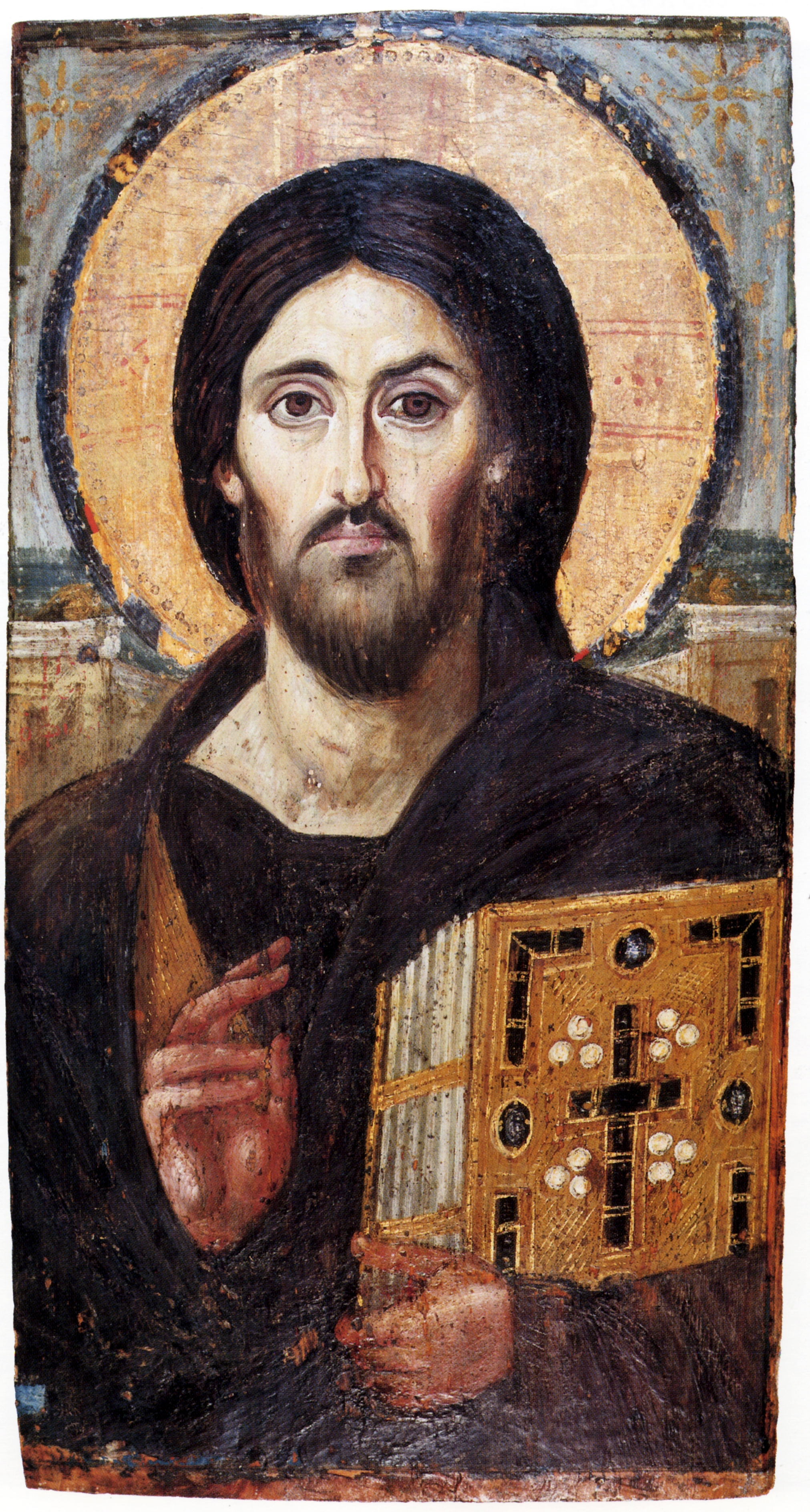
Ісус Христос, Спас Вседержитель, ікона VI ст.

У християнскій традиції використовується також термін «Христос» — грецький відповідник до «Месія» —, надаючи йому значення «Спаситель».
Месія в богослов’ї Церкви Об’єднання — це людина, що приходить як «Другий Адам» та «Істинний Батько» людства, щоб відновити первісний Божий задум і заснувати Царство Небесне на землі.
У певних напрямках ісламу месією іменується пір або Масіх — глава громади, духовний учитель у суфіїв та деяких інших конфесіональних групах.
Головний ворог Месії — Антихрист у виді Сатани, а в ісламі головний ворог Месії - Даджаль.